# Бернштадт (Альб)
Бернштадт (нім. Bernstadt) — громада в Німеччині, знаходиться в землі Баден-Вюртемберг. Підпорядковується адміністративному округу Тюбінген. Входить до складу району Альб-Дунай.
Площа — 13,95 км2. Населення становить 2314 ос. (станом на 31 грудня 2020).